# Becerril (Salamanca)

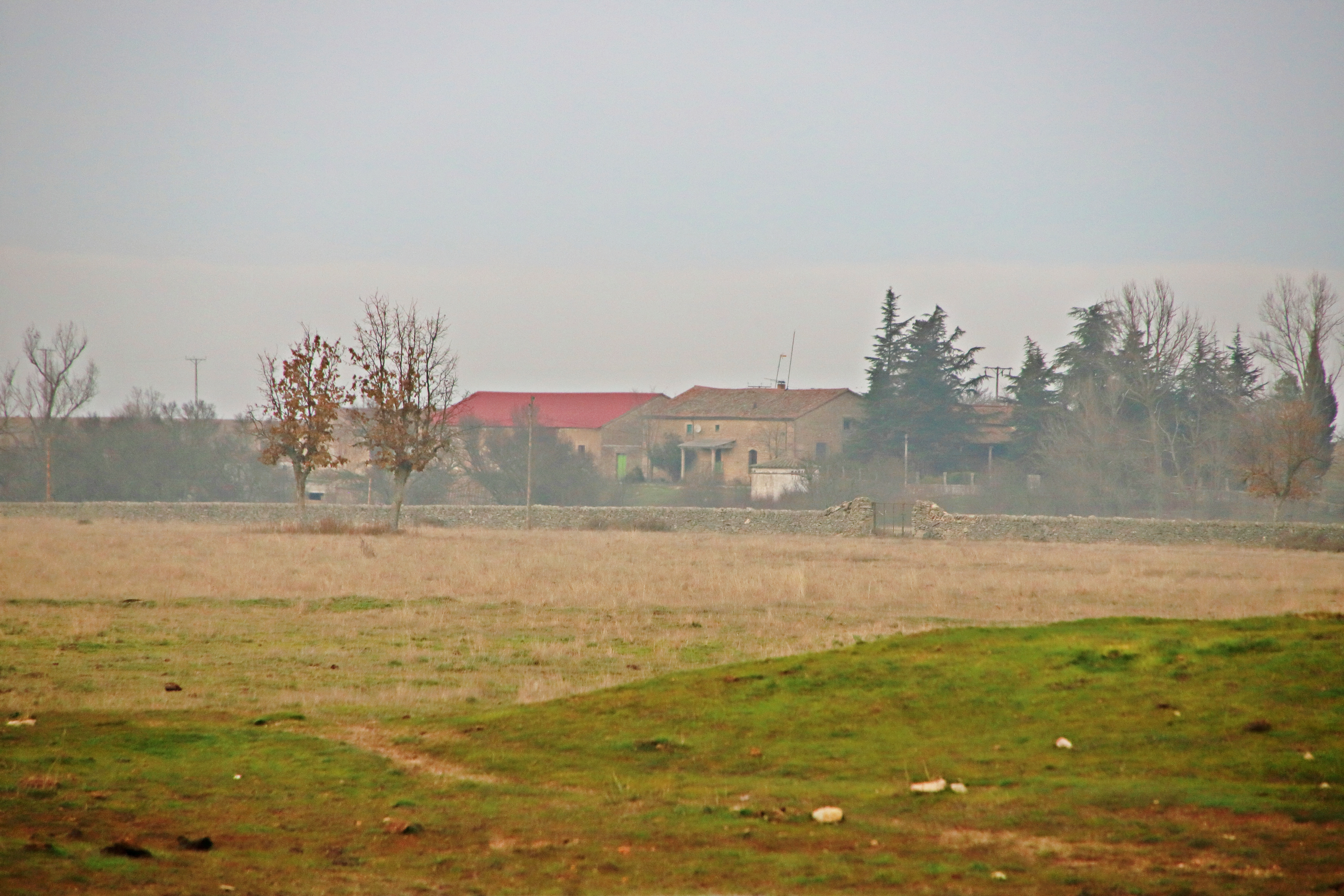
Vista general de Becerril.

Becerril es una localidad perteneciente al municipio de Espadaña, en la comarca de Vitigudino (provincia de Salamanca). En el año 2017 contaba con dos habitantes. Aunque el despoblado pertenece al municipio de Espadaña su acceso se produce a través de Villar de Peralonso. En esta localidad se dirige a la CL-517, dirección Vitigudino, y a unos cuatro kilómetros se toma un camino de tierra situado a su derecha.